# Acanthus eminens
Acanthus eminens är en akantusväxtart som beskrevs av C. B. Cl.. Acanthus eminens ingår i släktet akantusar, och familjen akantusväxter. Inga underarter finns listade i Catalogue of Life.